# Tolminski muzej
Tolminski muzej je ustanova, ki skrbi za arheološko, etnološko in kulturno-zgodovinsko dediščino na področju Zgornjega Posočja. 

## Razvoj muzeja
Prvi Muzej za Tolminsko je bil za javnost prvič odprt leta 1951. Ustanovljen je bil z namenom, da bi zbiral, ohranjal in predstavljal bogato in raznoliko zapuščino naroda. Kot samostojna institucija je deloval dobrih sedem let, leta 1958 je bil priključen Goriškemu muzeju in pod njegovim okriljem kot Tolminska muzejska zbirka ostal polnih 42 let. Aprila leta 2000 je Tolminski muzej ponovno postal samostojni javni zavod, ki deluje na območju občin Bovec, Kobarid in Tolmin. Strokovno pokriva področja arheologije, etnologije, zgodovine in umetnostne zgodovine. 

## Lokacija
Sedež Tolminskega muzeja je v mogočni Coroninijevi graščini sredi Tolmina, kjer se poleg upravnih, depojskih in razstavnih prostorov nahaja še priročna strokovna knjižnica in poročna dvorana, v kateri občasno potekajo tudi različne manjše kulturne prireditve. Nekdanja graščina, kjer danes domuje Tolminski muzej, je bila leta 1992 temeljito prenovljena od kleti, do podstrešja. Za stavbo se danes nahaja športni park Brajda, kjer je bil nekoč razkošen park, kjer še danes domuje staro drevo grajska tuilpa (tulipovec).

## Zbirke
Poleg osrednje zbirke Naplavine obsoške zgodovine, sestavljene iz arheološkega in zgodovinsko-etnoliškega dela ter razstav v matični hiši, skrbi Tolminski muzej tudi za več zunanjih zbirk in objektov. Pod njegovo upravljanje ali pa zgolj strokovni nadzor spadajo arheološki muzej in temelji rimske hiše na Mostu na Soči, spominske razstave Simona Gregorčiča na Vrsnem, Cirila Kosmača na Slapu ob Idrijci in Simona Rutarja v vasi Krn, etnološke zbirke v Domu TNP v Trenti, v starem jedru Breginja in v Robidišču, lesena kašča na Pečinah in nemška kostnica ob sotočju Soče in Tolminke.